# Muirkirk
Muirkirk är en ort i Storbritannien.   Den ligger i kommunen East Ayrshire och riksdelen Skottland, i den centrala delen av landet, 500 km nordväst om huvudstaden London. Muirkirk ligger 228 meter över havet och antalet invånare är 1 539.
Terrängen runt Muirkirk är platt åt sydväst, men åt nordost är den kuperad. Muirkirk ligger nere i en dal. Runt Muirkirk är det glesbefolkat, med 17 invånare per kvadratkilometer. Närmaste större samhälle är Cumnock, 14,7 km sydväst om Muirkirk. Trakten runt Muirkirk består i huvudsak av gräsmarker.